# دب أبو نظارة
الدُبّ أبو نظّارة (الاسم العلمي: Tremarctos ornatus) هو الدب الوحيد المعروف في أمريكا الجنوبية، أخد اسمه من العلامات الموجودة على وجهه، وهو النوع الوحيد الباقي في فصيلة Tremarctos.

## الوصف
إنه حيوان لا يسبت كالدببة الأخرى، نظامه الغدائي نباتي تقريبا. قريب لحيوان الباندا العملاق. تنضج الأنثى في سن الرابعة، يقام التزاوج في الفترة بين أبريل ويونيو، والدياسيم تولد في نوفمبر حتى فبراير. يصل وزن الذكور إلى حوالي 175كغ أما الأنثى فتزن حوالي 70كغ. وهو يأكل التوت، والعشب، وقصب السكر والذرة والثدييات الصغيرة... صوتها يشبه النباح، تتسلق الأشجار بسهولة بواسطة مخالب كالكلابات، وتستطيع البقاء فوق نفس الشجرة لعدة أيام وتبني أعشاشا هناك.

## الانتشار
يعيش على ارتفاعات عالية في جبال الأنديز (بنما وفنزويلا وكولومبيا والإكوادور وبيرو وبوليفيا والأرجنتين). دب واحد يعيش على مساحة 16000هكتار. إحصائيات 2007 تقدر وجود 2000 فردا فقط. هذا النوع من الدببة هو الأقل عددا بعد الباندا العملاق.

## التاريخ
أحد الناجين من العصر الجليدي، له صفات قريبة من الدب قصير الوجه (منقرض). يُحترم هذا الحيوان من طرف شعب الإنكا وشعب المايا.